# 船川誠
船川 誠（ふなかわ まこと、1949年9月10日 - 2024年7月20日）は、高校野球の指導者、高校教員。 静岡高校監督、浜松商業高校野球部部長として甲子園に春夏通算5回出場。静岡県内の公立・私立高校、中学硬式野球で指導にあたり、赤堀元之をはじめ、多くのプロ野球選手を育成した。

## 経歴
静岡市生まれ。1968年、静岡県立静岡高等学校卒業。静岡高時代は野球部の主将を務めた。早稲田大学卒業。
1972年新卒で、浜松商業高校に赴任、野球部部長を務め、甲子園に三度出場し、1978年には、磯部修三監督の元で第50回選抜高等学校野球大会優勝に貢献した。1982年、野島譲監督の後任として、静岡高校の監督に就任。その夏の第64回全国高等学校野球選手権大会では大久保学投手を擁し、ノーシードながら県大会を勝ち抜き、全国大会では優勝候補の一角に数えられた。初戦の蔦文也監督率いる池田高との対戦は64回大会の「事実上の決勝戦」と言われ注目された（池田高校はこの大会で全国大会初優勝を果たした）。
1993年から清水東高、2002年から静岡市立高校で指揮を執り、2010年に定年退職。2012年から中学硬式野球の静岡ジュニアベースボールクラブの監督を務めた。2016年からは私立城南静岡高校の監督を務めた。
2000年代前半に膵臓がんで「余命3か月」を宣告されたが復活。前立腺がんなど計4度の手術を受けながら、70歳を過ぎてもグラウンドで指揮を執るなど野球への情熱は最期まで衰えず、2024年の春の県大会まで城南静岡高校で采配を振るった。明るく、気取らない性格で、体育教師としても生徒の人気を集めた。
2024年7月20日朝、静岡市内の介護医療施設で多発性骨髄腫で亡くなった。74歳没。